# Neoconocephalus pahayokee
Neoconocephalus pahayokee är en insektsart som beskrevs av Walker, T.J. och Whitesell 1978. Neoconocephalus pahayokee ingår i släktet Neoconocephalus och familjen vårtbitare. Inga underarter finns listade i Catalogue of Life.